# هرناندو بیچ (فلوریدا)
هرناندو بیچ (به انگلیسی: Hernando Beach) یک منطقهٔ مسکونی در ایالات متحده آمریکا است که در شهرستان هرناندو، فلوریدا واقع شده‌است. هرناندو بیچ ۱۰٫۵ کیلومتر مربع مساحت و ۲٬۲۹۹ نفر جمعیت دارد و ۱ متر بالاتر از سطح دریا واقع شده‌است.